# Nacada

Nacada ou Nagada (Naqada) é uma cidade da margem ocidental do Nilo na província egípcia de Quena. Compreende algumas vilas tais como Tuque, Catara, Danfique e Zauaida e localiza-se nas proximidades de uma necrópole do período pré-dinástico que deu nome a o período conhecido como nacadano (4000-3 000 a.C.). Foi conhecida no Antigo Egito como Nubte e na Antiguidade Clássica como Ombo. Nubte deriva do egípcio antigo Nube, significando ouro, por conta da proximidade com as minas de ouro do Deserto Oriental.

## Monumentos
Aproximadamente 3 quilômetros a noroeste de Nacada, na beira do Deserto Ocidental está uma tumba dinástica encontrada em 1897. Continha tabuinhas de marfim, fragmentos de vasos e vedações de argila contendo o nome do faraó Atótis e sua possível esposa ou mãe Neitotepe. A tumba provavelmente pertencia a um administrador da I dinastia. Cemitérios próximos também produziram um número de estelas do fim o Reino Antigo e do Primeiro Período Intermediário. A necrópole pertencia a cidade de Qus, na margem oriental do Nilo. O tamanho do cemitério e dos assentamentos encontrados na área mostra que Nacada, junto com a moderna Tuque, deve ter sido uma importante cidade do período pré-dinástico. A ascensão proeminência da cidade poderia ter sido causada por estar próxima das minas de ouro do Deserto Oriental.
O deus local de Nacada foi Sete. Um templo do Reino Novo dedicado a ele foi erigido na cidade. Uma pequena pirâmide, conhecida como a pirâmide de degraus de Ombo, está construída em pedra nua, e data do fim da III dinastia.